# Livre de Zacharie
Le Livre de Zacharie est un livre de la Bible hébraïque. Il est traditionnellement attribué à Zacharie, qui est un prophète qui vécut pendant le règne de Darius Ier, grand roi achéménide, durant le VIe siècle av. J.-C..

## Contenu
Les chapitres 1 à 6 contiennent une série de huit visions concernant l'aide que Dieu apporte à son peuple opprimé ; les chapitres 7 et 8 en constituent l'épilogue. Les chapitres 9 à 11 annoncent entre autres le retour de YHWH et la victoire du Messie royal, et les derniers chapitres (12 à 14) annoncent la purification de Jérusalem et la régénérescence finale par la victoire de YHWH.
Certains passages de ce Livre sont directement adressés à Zorobabel, gouverneur de Juda, et à Josué, grand-prêtre d'Israël. Le Satan est également mentionné.
Ce livre est caractérisé par ses prophéties concernant le ministère terrestre d'un Messie.

### Les quatre jeûnes
Dans ce livre sont mentionnés les quatre jeûnes d'institution prophétique. Chacun de ces jeûnes est destiné à la commémoration d'un évènement lié à la défaite de Jérusalem en 586 av. J.-C. :
- Le jeûne du quatrième mois est celui du 17 Tammouz
- Le jeûne du cinquième mois est celui du 9 Av
- Le jeûne du septième mois est le Jeûne de Guedalia
- Le jeûne du dixième mois est celui du 10 Tevet.

## Composition
Le livre est constitué de plusieurs parties, écrites vraisemblablement à des moments différents et par différents auteurs :
- le Proto-Zacharie (chapitres 1-8), qui pourrait dater de la fin du VIe siècle av. J.-C. ou du Ve siècle av. J.-C. ;
- le Deutéro-Zacharie (chapitres 9-14), qui est daté selon les spécialistes entre le Ve siècle av. J.-C. et le IIe siècle av. J.-C. ;
- éventuellement, le Trito-Zacharie (chapitres 12-14).